# Pokémon FireRed і LeafGreen
Pokémon FireRed Version і LeafGreen Version (яп. ポケットモンスター ファイアレッド・リーフグリーン, Покетто Монсута: Файареддо Рі:фугурі:н, «Покемон: Вогненно-Червона і Листяно-Зелена версія») — комп'ютерна гра в жанрі японської рольової гри на портативній ігровій консолі Game Boy Advance, розроблена студією Game Freak і видана спільно з Nintendo і The Pokémon Company. Pokémon FireRed і LeafGreen — ремейки ігор Pokémon Red і Blue, що вийшли в 1996 році. Гра сумісна з Game Boy Advance Wireless Adapter — бездротовим адаптером для Game Boy Advance, який спочатку постачався в комплекті з іграми. FireRed і LeafGreen вперше були випущені в Японії в січні 2004 року, а потім в Америці і Європі у вересні та жовтні відповідно. Приблизно через два роки після релізу Nintendo випустила їх у складі серії «Player's Choice».
FireRed і LeafGreen є частиною серії рольових ігор Покемон. Як і в попередніх іграх серії, в розпорядження гравцю дається ігровий персонаж, який подорожує по світу і бере участь в боях в покроковому режимі. Були додані деякі нововведення, такі як контекстне меню допомоги і нові регіони, в яких може подорожувати персонаж. Протягом гри гравець ловить і тренує покемонів для використання їх у бою.
Ігри отримали в основному хороші відгуки: на сайті Metacritic Pokémon FireRed і LeafGreen отримали 81 відсоток. Багато критиків хвалили ігри за те, що вони, після нововведень, зберегли традиційний гемплей гри. Графіку і музику оцінювали по-різному, деякі критики стверджували, що вони були занадто спрощеними і мало відійшли від попередніх ігор серії, Pokémon Ruby і Sapphire. FireRed і LeafGreen були комерційно успішними: по всьому світу було продано близько 12 мільйонів копій.